# Nonas
Nonas eram uma das 3 principais referências mensais no Calendário romano - as outras eram as Calendas e Idos.

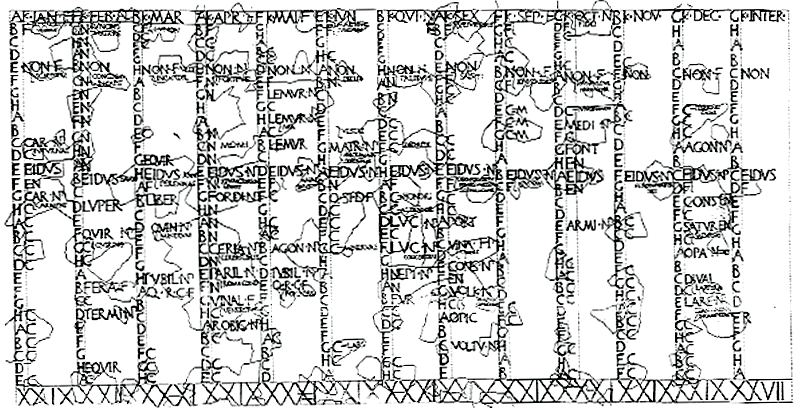
Calendário romano gravado em pedra de parede, do período republicano (século I a.C.), em que as Nonas estão assinaladas com a abreviatura NON e o mês intercalar com INTER.

A história do calendário romano revela várias etapas, passando de um calendário de 10 meses, o calendário de Rómulo, tendo por base sobretudo os meses lunares, para 12 meses, a partir do calendário de Numa Pompílio até à república em que se procurava aproximar os meses lunares do ciclo anual do sol, acrescentando Janeiro e Fevereiro, entre outras alterações até à reforma do Calendário Juliano.
Enquanto o dia das Calendas era  sempre numa data fixa, o primeiro dia do mês, os Idos e as Nonas era datas móveis, relacionadas com o número de dias dos meses lunares dos mais antigos calendários romanos com 10 meses, uns, os quatro maiores, com 31 dias - Março, Maio, Julho e Outubro - e os outros seis, - Abril, Junho, Agosto, Setembro, Novembro e Dezembro - menores com 30 dias.
Assim como os Idos corresponderiam à Lua cheia (oposição Lua - Sol), as Nonas corresponderiam ao 1º quarto (crescente).
Como a origem do seu nome indica, Nonas designavam o nono dia antes dos Idos. Assim, nos quatro meses de 31 dias, as Nonas correspondiam ao dia 7 do mês, e os Idos ao dia 15, nos seis meses mais pequenos, as Nonas correspondiam ao dia 5 do mês, e os Idos ao dia 13 do mês.
Assim, como data móvel, as Nonas ocorriam no dia 5 nos meses de Janeiro , Fevereiro, Abril, Junho, Agosto, Setembro, Novembro e Dezembro (e também no mês intercalar, Mercedónio ou Mercedino), ou no dia 7 nos meses maiores - Março, Maio, Julho e Outubro.
As Nonas eram um dia próprio para tratar dos negócios públicos ou particulares.
Como as Calendas e o Idos, as Nonas eram consideradas pelo romanos dias não propícios para o casamento. Segundo Suetónio, pela semelhança com a palavra não (em latim non), o imperador Augusto abstinha-se de realizar negócios importantes nessa data.